# リトアニア民主党
リトアニア民主党（リトアニア語: Lietuvos demokratų partija、略称: LDP）は、1989年から2001年まで存在したリトアニアの政党。党首は1989年から2001年まで一貫してサウリュス・ペチェリューナスが務めた。なお、同じくLDPと略される自由民主党（現・秩序と正義）とは別の政党である。
民主党は、1989年2月5日に結党された。なお、1902年から1920年まで存在したリトアニア人民主党（Lietuvių demokratų partija）を党史とする。
民主党の最初の党大会は1989年7月29日から30日にかけてヴィリニュスで開かれた。同年12月29日に政党として登録された。
1992年国会議員選挙ではリトアニア・キリスト教民主党 (LKDP) およびリトアニア政治犯・被追放者連合 (LPKTS) と選挙連合を組み、選挙連合全体で18議席を獲得した。
1996年国会議員選挙ではリトアニア人民族主義連合 (LTS) と選挙連合を組み、選挙連合全体で3議席、民主党はそのうち2議席を獲得した。
2000年国会議員選挙では単独で出馬したものの、議席を獲得することはできなかった。
2001年10月20日、独立党 (NP) 、祖国人民党 (TLP) 、リトアニア自由連盟 (LLL) と合併し、リトアニア右派連合 (LDS) を結成した。なお、右派連合はその後2003年に祖国同盟に吸収された。